# Sanji Vinsmoke
 (décembre 2020).
Si vous disposez d'ouvrages ou d'articles de référence ou si vous connaissez des sites web de qualité traitant du thème abordé ici, merci de compléter l'article en donnant les références utiles à sa vérifiabilité et en les liant à la section « Notes et références ».
Sanji Vinsmoke (ヴィンスモーク・サンジ, Vinsumōku Sanji), ou Sanji la Jambe Noire (黒脚のサンジ, Kuro ashi no Sanji), est un personnage de fiction de la franchise médiatique One Piece créée par Eiichirō Oda. Membre de l'équipage de Monkey D. Luffy, il occupe la place de cuisinier en son sein. Il a pour particularité de ne se battre qu'avec ses jambes et d'être un véritable gentlemen envers la gent féminine. Il est le troisième fils ainsi que le quatrième enfant de la famille Vinsmoke.

## Création et conception

### Personnalité
Sanji est un cuisinier très doué de 19 ans (21 dans la 2e partie du manga, après le time skip), né un 2 mars, originaire d'une famille noble de North Blue mais a grandi à East Blue. Il surpasse tous les cuistots qu’il a rencontrés excepté peut-être son mentor, Zeff aux pieds rouges qui lui a tout enseigné lorsque Sanji travaillait au Baratie. Il éprouve un profond respect pour tout ce qui concerne l’art de la cuisine. Les ingrédients, les outils, la préparation, la cuisson… tout est sacré et quiconque bafoue cette sacralité s’attire les foudres de Sanji. Il a aussi un réflexe, parfois malheureux, il cuisine toujours pour les personnes affamées, même si ce sont de dangereux pirates, conséquence d’une de ses expériences personnelles. Il commence à fumer à l’âge de 10 ans, afin de montrer sa « maturité » à Zeff.
Sanji a un gros point faible : les femmes. Si son attitude peut paraître chevaleresque lorsqu’il protège de jolies filles, ces dernières lui font totalement tourner la tête et ne manquent pas d'en profiter (comme Nami et Nico Robin qu'il surnomme affectueusement Nami chérie et Robin d'amour dans la version française ou "Nami-san" et "Robin-chan" dans la version japonaise ). C’est même à la vue de Nami qu’il a voulu entrer dans l’équipage de Luffy. Sa galanterie naturelle l'handicape sérieusement lors des combats contre de jolies femmes, qu’il refuse tout simplement de frapper et il arrive même qu’il obéisse à ses ennemies. 
Dans le manga, Sanji est le personnage qui débloque des situations désespérées, et il joue le rôle du combattant dans l’ombre. Le fait que son portrait sur son avis de recherche soit complètement déformé devrait lui permettre de continuer à agir ainsi. Si Sanji est puissant, il combat plus rarement que Zoro ou Luffy, ceci est dû au fait qu'il s'estime être un cuisinier avant d'être un combattant, Sanji va être appelé plus tard « La Jambe noire ».

### Apparition
D'après Eiichirō Oda dans le Data Book Green, Sanji aurait dû s'appeler Naruto (tourbillon en français) mais la partie sur le Baratie ayant commencé juste après la publication de Naruto, cela s’avéra impossible. Durant les premiers chapitres, son œil gauche est toujours caché par ses cheveux blonds. Cela laisse place à de multiples spéculations. L'auteur considère ce fait comme « un des mystères de One Piece ». Toutefois, on peut voir dans le tome 8, lors des larmoyants adieux avec Zeff au restaurant Baratie, il pleure des deux yeux. Mais c'est après la grande ellipse que l'on découvre que la mèche qui avait caché l'œil gauche pendant si longtemps, change de côté pour venir se placer désormais sur l'œil droit. On peut apercevoir que son sourcil gauche s'enroule vers le centre de son visage alors que le droit donne sur l'extérieur. Son sourcil est en forme de spirale, ce qui a même réussi à hypnotiser Wanze, un membre du CP7. D'après Eiichiro Oda, il a les sourcils en spirale car tout ce qui est rond a de l'énergie : Sanji a donc beaucoup d'énergie renfermée en lui, selon Oda, Sanji ressemblerait à un canard. On apprend plus tard par Oda que Sanji se muscle les jambes avec des exercices quotidiens. S'il était une fleur, il serait une dauphinelle. Au début de l'aventure, Sanji mesurait 1,77 m. Après l'ellipse, il mesure 1,80 m.

## Biographie fictive

### Enfance
Sanji est né le même jour que ses frères Ichiji, Niji et Yonji , dans le royaume des Germa, sur North Blue. Il est le fils de Judge Vinsmoke, noble déchu et scientifique ayant travaillé avec Végapunk.
Comme ses frères, il a été modifié génétiquement à sa naissance dans le but de devenir un des meilleurs agents du Germa 66. La modification a cependant échoué sur Sanji, ce dernier étant resté un humain normal. Judge a décidé de faire passer son fils pour mort, et l'enferme au fond de son château comme un prisonnier, camouflant son identité avec un masque de fer. Cette captivité sera mise à terme par sa sœur Reiju, seule personne ayant de la compassion pour ce dernier, qui le libère alors que le Germa 66 était à East Blue. Durant son évasion, il croise son père qui le laisse partir, à la condition qu'il renie son héritage Vinsmoke, dont il le considère indigne.
Il trouve refuge sur un navire de plaisance, ou il devient mousse et apprenti cuisinier. Une nuit, le navire est attaqué par Zeff au Pied Rouge, pirate redouté, connu pour avoir navigué sur la redoutable Grand Line et à en revenir indemne. Cependant, une brusque tempête survient peu après l'abordage et Sanji et Zeff furent emportés par les flots. Ils échouèrent tous deux sur une petite île dénuée de végétation et donc de nourriture. Heureusement, Zeff réussit à sauver un peu de nourriture qu'il partage avec Sanji de façon peu équitable en apparence, s'accordant la plus grosse part. Chacun se poste à un bout de l'île pour scruter l'horizon à la recherche d'éventuels bateaux pouvant les secourir. Les jours passent et aucun bateau n'était encore passé, Sanji a épuisé sa réserve de nourriture et perd espoir. Il décide alors de voler Zeff. Mais alors qu'il s'apprête à voler le sac, il se rend compte que celui-ci ne contenait non pas de la nourriture mais de l'or. Sans rien à manger, Zeff a dû alors manger sa propre jambe. En plein désespoir, Sanji fait alors la promesse d'ouvrir un bateau-restaurant avec Zeff afin que plus personne ne connaisse ce qu'ils ont vécu. C'est à ce moment-là qu'un bateau apparaît, les sauvant d'une mort certaine. Son enfer aura duré 85 jours soit près de 3 mois.
Après cela, Sanji et Zeff décident de créer leur fameux navire-restaurant, le Baratie. C'est là que des cuisiniers bannis de tous les autres restaurants à cause de leur tendance prononcée pour la bagarre trouvent un endroit où exercer leurs passions, cuisiner et se battre (comme Patty et Carne). Le Baratie se trouvant près de Grand Line, de nombreux pirates viennent manger au restaurant. Cependant, les pirates qui décident de partir sans payer se voient infligés une correction de la part des cuisiniers, dont Sanji. Ce danger permanent est donc peut-être une des raisons pour lesquelles Zeff a appris ses techniques de combat à Sanji. Celui-ci est le seul à offrir à manger aux pirates affamés, comme Gyn ou Don Krieg. Sur le Baratie, Zeff et Sanji s'insultent constamment, mais partagent malgré tout une relation presque père/fils. En revanche, ses relations avec les autres cuisiniers sont constamment à tendance violente, ces derniers ne voulant pas admettre que Sanji est le meilleur cuisinier du restaurant, et Sanji souffrant de ce manque de reconnaissance. Après la défaite de Krieg, Sanji hésite à quitter le Baratie, mais finalement Zeff l'en persuade afin qu'il puisse réaliser le rêve qu'ils partagent tous deux : trouver All-Blue, la mer légendaire où toutes les espèces de poissons coexistent. Il rejoint donc l'équipage de Luffy en tant que cuisinier. Sanji est considéré comme un des personnages les plus forts de l'équipage, à l'instar de Luffy et Zoro, il possède une force et une résistance phénoménales.

### Arlong Park
Lors de l'arrivée de l'équipage du Chapeau de Paille à Arlong Park, Sanji affronte Kuroobi, l'un des plus puissants hommes de main d'Arlong, un homme-poisson expert en karaté, qui finit par être vaincu par les coups puissants du cuistot. Après avoir vaincu Kuroobi, il part au secours de Luffy, qui était retenu au fond de la mer. En attendant son réveil, il tente d'affronter Arlong, mais il est vaincu, car affaibli par la bataille précédente.

### Alabasta et Skypiea
À Alabasta, Sanji sauve son équipage emprisonné dans une cage sous le casino de Crocodile à Rain Base et Sanji affronte Mr 2 Bonclay (un des hommes de Crocodile) qu'il défait après un long combat.
Sur Skypiea, Sanji bat Satori, l'un des Prélats, sauve Nami et Usopp d'Ener et sabote l'arche Maxim.

### Water Seven/Enies Lobby
Lors de l'arrivée de l'équipage sur Water Seven, Sanji est la première personne de l’équipage qui vient se mettre en travers du chemin du CP9. Lorsque les agents du gouvernement sont sur le point de quitter Water Seven, il réussit à embarquer discrètement dans un train conduit par la Marine, dans lequel, après avoir libéré Franky et Usopp, il défait facilement Jerry, un agent expert en boxe et Wanze, un cuisinier qui se bat à l'aide de nouilles. C'est la seule bataille dans laquelle Sanji utilise ses mains et des couteaux de cuisine, car cela va à l'encontre de son principe en tant que cuisinier d’utiliser ses compétences culinaires lors d'un combat. Cependant, le fait que son adversaire utilise (et gaspille) la nourriture pour se battre, cela l’incite à le considérer comme de la nourriture.
Quand Usopp se bat avec Luffy, il est attristé et il est même surpris de la technique de Usopp. À Enies Lobby, il est vaincu par Kalifa, la seule femme dans le CP9, que Sanji ne peut combattre à cause de son code moral qui l'interdit de frapper une femme. Sanji réapparaîtra ensuite pour sauver la vie d'Ussop en affrontant Jabura. C'est à ce moment qu'il se surnommera le Chasseur. C'est pendant ce combat que l'on voit, pour la première fois, sa technique "Jambe à la diable". Plus tard, profitant du combat de la Franky Family et des membres de Galley-la compagnie contre la Marine, Sanji actionne le mécanisme de verrouillage de la Porte de la justice, sans que personne le sache, mais qui finira par sauver l'équipage, grâce aux maelstroms formés par la Porte de la Justice quand celle-ci est fermée. Après les événements d'Enies Lobby, de nouvelles primes sont attribuées à l’équipage de Chapeau de paille, Sanji apprend que la Marine a mis sa tête à prix et cette prime s'élève à 77 millions de Berrys. Mais celui-ci ne se réjouit pas du tout car son affiche est horrible. En effet, la personne de la Marine chargée de faire sa photo a oublié d'enlever le cache de l'objectif, toutes les photos étant donc noires, il a donc un dessin extrêmement laid de son visage à la place.

### Thriller Bark
À Thriller Bark, il devient extrêmement furieux quand il découvre qu'Absalom a l'intention de se marier avec Nami et qu'en plus, il l'avait regardée sous la douche, grâce à son fruit d'invisibilité. Il décida donc de l'affronter. À cette occasion, on apprend que, depuis son enfance, il avait le désir de manger le fruit de l'invisibilité d'Absalom qui donne le pouvoir d'invisibilité pour pouvoir "mater les filles". Il "corrigera" ce dernier pour lui avoir volé son "rêve d'enfance". Cependant, leur combat sera interrompu par l'intervention du zombie Oz permettant ainsi à Absalom de s'enfuir avec Nami. Par la suite, se retrouvant devant le corsaire Kuma, il tente de se sacrifier à la place de Luffy en subissant « les blessures » de ce dernier, mais Zoro l'en empêche en l’assommant.

### Archipel des Sabaody et séparation de l'équipage
Lors du combat contre Kuma sur l'archipel des Sabaody, Sanji est projeté sur une île comme le reste de l'équipage. Par malchance, il atterrit sur l'île Momoiro du royaume de Kédétrav qui se trouve être l'île des travestis, lieu que le cuisinier considère comme « son enfer ». Il est d'abord pourchassé par les habitants qui veulent lui mettre une belle robe. Après la grande bataille de Marine Ford, il est reçu par Ivankov qui vient de rentrer mais celui-ci est persuadé que Sanji n'est pas un membre de l’équipage de Chapeau de paille, ne reconnaissant pas le portrait sur son avis de recherche. Le cuisinier finit par le provoquer en duel pour obtenir un bateau et rejoindre son équipage, cependant Ivankov obtient une victoire écrasante. Plus tard, Sanji lit le journal et y découvre le message de Luffy à son équipage puis il demande à Ivankov s'il peut apprendre les secrets de la cuisine locale, "l'action cuisine". Le maître des lieux accepte s'il réussit le défi des chefs locaux. Il doit battre les 99 chefs, chacun d'entre eux détenant une recette, mais il sera en plus poursuivi par les travestis qui essaieront de lui mettre une robe jour et nuit. Le pirate accepte car il pense que cette épreuve le rendra plus fort, en attendant les retrouvailles de l’équipage de Chapeau de paille, prévues deux ans plus tard.

### Retour à Sabaody
Après être revenu à Sabaody, Sanji se rend au bar de Shakky. Il a maintenant un bouc, cache son œil droit et montre le gauche.
Il montre des techniques de combat accrues (il est capable de briser la nuque d'un Pacifista ou de rivaliser avec un homme-poisson sous l'eau), mais une lourde tendance à saigner du nez dès qu'il voit une très belle femme, ce qui est dû au fait qu'il n'en pas vu de vraie depuis deux ans.

### L’Île des Hommes-Poissons
Lorsque l'équipage aperçoit enfin l'île des Hommes-Poissons, ils se retrouvent confrontés à trois membres des Nouveaux Pirates Hommes-Poissons et des monstres marins. Ils proposent au capitaine et à l'équipage de se rallier aux Nouveaux Pirates Hommes-Poissons. Luffy refusera sans même réfléchir à la proposition, et Nami ayant prévu le refus de Luffy demande à Franky de déclencher un coup de burst vers l'île des Hommes-Poissons. Une fois arrivé sur l'île sous-marine des Hommes-Poissons, l'équipage est de nouveau séparé. Après avoir repris connaissance, Sanji se réveille chez Keimi avec Luffy, Usopp et Chopper qui ont été sauvés par les amis de celle-ci. Juste après, ils vont à la crique des Sirènes, Sanji sera d'ailleurs très ému, prétextant avoir trouvé "son All-Blue". Prise d'excitation, une sirène le fera saigner une fois de trop, provoquant une anémie grave, d'autant plus problématique que le groupe sanguin de Sanji semble, selon Chopper, très rare. Après plusieurs interruptions, notamment l'intervention des trois membres des Nouveaux Pirates Hommes-Poissons, qui ne veulent pas que celui-ci soit soigné, ils trouvent des donneurs de sang humain. Sanji se fait alors soigner par Chopper. Lors de l'affrontement sur la grande place entre l’équipage de Chapeau de paille et l'équipage des Nouveaux Hommes-Poissons, il affrontera, avec l'aide de Jinbe, Wadatsumi. On y découvrira sa nouvelle technique, le Pas de lune, utilisé aussi par le CP9. Selon lui, il courut jour et nuit, dans la pluie et la neige pour échapper aux travestis. Un moment où il n'eut nulle part où courir, il décida finalement de voler.

### Punk Hazard
Après être arrivé dans le Nouveau Monde, l'équipage est emporté par un courant sur l'île de Punk Hazard. Luffy, Zoro, Robin et Usopp se rendent sur l'île tandis que Sanji, Nami, Chopper, Franky et Brook garde le bateau et se font endormir par des inconnus. À leur réveil, ils se retrouvent emprisonnés avec Kinémon, un samouraï du pays des Wa, qui est à la recherche de son fils et qui ne possède que sa tête à cause de sa défaite contre Trafalgar Law. Après avoir réussi à s'échapper de la prison, Sanji décide de prendre le samouraï avec lui puis se retrouveront face à des enfants implorants leur aide auquel Nami ne pourra pas leurs tourner le dos. Sanji décidera de protéger les enfants des gardes avec Franky tandis que Nami et Chopper emmènent les enfants avec eux. Franky et Sanji rejoignent très vite le groupe et sortent du bâtiment mais ils vont tomber sur le combat entre Smoker et Trafalgar Law. Ce dernier utilisera une technique de permutation de corps sur les membres de l’équipage de Chapeau de paille et Sanji se retrouvera dans le corps de Nami pour sa plus grande joie. Après cet imprévu, ils retrouveront Luffy et les autres puis Sanji apprendra que Kinémon est parti seul chercher son torse et décidera d'aller le chercher pour prendre ses responsabilités avec Brook et Zoro. En route, ils tomberont face au Yétis Cool Brothers qui croiront les avoir laissés pour mort. À leur réveil, ils se remettront à la recherche de Kinémon et ils réussiront à récupérer son torse mais ils se mettront vite en direction du laboratoire afin d'échapper à Smiley. Une fois dans le laboratoire, ils retrouveront Luffy et les autres ainsi que Smoker, Tashigi et Trafalgar Law. Ce dernier restituera leur corps à Nami et Sanji pour sa grande déception. Après avoir retrouvé son corps, il vient en aide à Tashigi qui était sur le point de se faire battre par le vice-amiral Vergo, en réalité un des hommes de Doflamingo.

### Dressrosa
Après être arrivé sur l’île, Sanji fera partie de l'équipe chargé de trouver l'usine mais il se retrouvera séparé des autres. Il va rencontrer une femme nommée Violette, qui va lui faire les yeux doux, et l'emmener tout droit dans un piège. Elle travaille en fait pour Doflamingo, mais à contrecœur. Plus tôt, elle aura pleuré en lui demandant de tuer quelqu'un, celui qui la commande. Bien que Violette frappe Sanji, celui-ci lui hurlera qu'il croit en les larmes d'une femme. Violette sera touchée, et va libérer Sanji, pour finalement lui dévoiler qu'ils sont tous tombés dans un piège de Doflamingo. Par la suite, on l'entend discuter avec Trafalgar Law par escargophone. Il lui annonce que Doflamingo n'a pas quitté l'Ordre des Sept Grands Corsaires. Plus tard, il sauvera l'équipage des attaques de Doflamingo et commencera un combat contre le Grand corsaire. Seulement, il sera interrompu au moment où Sanji était en grande difficulté. C'est alors qu'il croisera le bateau de Big Mom, l'un des Quatre Empereurs à qui Luffy avait déclaré la guerre. Sanji va alors décider d'attaquer le bateau et faire des dégâts, avant que le Sunny ne prenne la fuite.

### Zo
Sur Zo, Sanji, Nami, Chopper, Brook, Momonosuké et César découvrent un peuple ensanglanté, car Jack, une des trois calamités de l'un des Quatre Empereurs, Kaido, les a torturés. L'équipage les sauva de la mort et il réussit à battre Sheep's Head, un homme de Kaido ayant mangé un Smile. Plus tard, Pekoms et Capone Bege arrivent sur l'île pour capturer Sanji, car il doit se marier avec Pudding, la 35e fille de Big Mom. Bege, après avoir tiré sur Pekoms, capture les membres de l'équipage, mais Sanji les propulsa hors de son corps pour les sauver.

### Île Tougato
Après avoir été embarqué sur le bateau de Big Mom, Sanji discuta avec le Baron Delœuf sur son futur recrutement chez l'empereur mais il déclara que ses mains étaient destinées à cuisiner pour Luffy et le reste de l'équipage. Lorsque Vito arriva avec la photo de Pudding, Sanji se mit rapidement dans l'ambiance du mariage, avant que Vito lui raconte l'histoire du Germa 66. Trois jours avant le mariage, Sanji et Pudding se rencontrent. Cette dernière tombe amoureuse de lui mais Sanji lui dit qu'il devra retourner auprès de ses amis. Plus tard, Sanji discuta avec sa sœur Reiju où il lui dit qu'il veut retourner avec la famille Vinsmoke. Il aurait aussi battu son petit frère Yonji. Lorsque son père, Judge, arriva, il lui déclare qu'il ne le considère plus comme un père, mais ce dernier décide de régler ce différend dans un combat. Sanji, bien que faisant jeu égal avec son père, perd le combat à cause de la technique "Mur" de ce dernier, qui consiste à poser des clones en bouclier. Après le combat, Reiju lui posera des menottes explosives sur ses poignets, et Judge lui dira que c'est Big Mom qui possède les clefs et que les menottes exploseront s'il tente quoi que ce soit.
Après l'arrivée d'Ichiji et de Niji, les Vinsmoke se réunissent autour d'un repas. Sanji entre en confrontation avec Niji lorsque ce dernier décide de ne pas finir son repas. Il décide de lancer l'assiette sur la chef de cuisine, Cosette, mais Sanji l'intercepta. Après avoir mangé la nourriture qui est tombée par terre, Niji tenta de le frapper mais Judge lui dit d'arrêter, le mariage étant prévu le lendemain. Sanji se rend compte que sa famille ne respectent pas ses valeurs fondamentales, la nourriture et les femmes. Son père décide de lui mettre la pression et il annonce qu'il sait que c'est Zeff qui a recueilli Sanji et qu'il sera tué si ce dernier dérape. Après le repas, il découvre Cosette inanimée, couverte de bleues, dans les couloirs du château. Il sait que Niji est le responsable et Yonji, qui était derrière Sanji, décide de lui montrer le secret du Germa 66. Il lui montre le dépôt de soldats, une salle où sont fabriqués des clones qui servent la famille Vinsmoke. Après que Yonji lui ait raconté l'histoire de la relation entre leur père et Végapunk, Ichiji et Niji les rejoignent. Sanji s'en prend immédiatement à Niji après ce qu'il a fait à Cosette en lui mettant un coup de pied en pleine figure. Cela ne l'a pas affecté et il apparaît derrière Sanji pour lui mettre un coup de genou électrisé dans le dos, avant de lui asséner un coup de poing. Ichiji souhaite un bon retour à Sanji chez les Vinsmoke, en lui rappelant qu'il est le raté de la famille. Après s'être fait violemment battu, Reiju arriva ensuite vers Sanji en lui demandant pourquoi il est revenu ici. Après que sa sœur l'ait soigné, sa famille et lui embarquent à bord d'une voiture à chat et prennent la direction du château de Big Mom.
Sur la route, leur véhicule croise Luffy et Nami après avoir fini leur combat contre Charlotte Cracker. Luffy rejoint Sanji et lui dit de revenir, mais après s'être remémoré toutes les menaces faites par son père, il attaqua Luffy. Il dit aux deux pirates de partir car il se considère comme un Vinsmoke et comme un prince du royaume des Germa. Alors que Luffy ne le croit pas et que Yonji était prêt à se battre contre eux, Sanji s'interpose et dit qu'il va les chasser lui-même. Il se bat contre Luffy et gagne ce combat, mais il se remémore la rencontre avec ce dernier. Alors qu'il retourne vers le "chat-rosse", Nami lui met une gifle, visiblement vexée. Luffy lui dit qu'il va rester à l'attendre car il ne pourra jamais devenir le roi des pirates sans lui. Sanji fond alors en larmes pendant que ses frères Niji et Yonji rigolent au regard de la scène. Après cela, la famille Vinsmoke arriva dans le château de Big Mom pour le repas avec cette dernière. Pendant le repas, Pudding passera un mot à Sanji qui lui dit de la rejoindre dans sa chambre. Elle s'excuse de ne pas avoir respecté la promesse qu'elle avait fait à Luffy, mais il ne lui tient pas rigueur. Elle sera ensuite stupéfaite quand son futur mari lui dira les secrets de ce mariage, ses préparatifs et de la façon dont sa famille le traite. Elle accepta de ne pas se marier, mais Sanji lui dira le contraire et qu'il doit se marier pour protéger tous ses proches. Il est aussi prêt à mettre un terme à son aventure.
Un peu plus tard, il rencontre Big Mom dans la salle du trône. Ce dernier lui demande une faveur : laisser partir ses amis de l'île Tougato vivants, mais en échange, il ne doit pas fuir le mariage. Cela rend heureux Sanji et il promet qu'il rendra Pudding heureuse. Plus tard, alors qu'il est dans la chambre d'amis, il prie pour que ses amis ne fassent rien de dangereux. Il a ensuite fait le choix de l'optimisme en pensant à Pudding puis il est sorti cueillir des fleurs. Ensuite, Sanji lui prépare un repas alors que Pudding est de mauvaise humeur. Une fois le repas pour Pudding fini, il est allé lui apporter, mais la porte ne lui a pas permis d'entrer. Il a décidé d'entrer dans la chambre de Pudding à partir du balcon. Il a ensuite vu Reiju dans la chambre et Pudding a montré son côté sinistre et elle a déclaré le plan de Big Mom est de tuer toute la famille Vinsmoke pendant le mariage. Sanji s'est ensuite tenu dehors sous la pluie, le cœur brisé. Alors que Pudding continuait à insulter Sanji devant Reiju, le cuisinier se tient immobile et versa une larme en essayant d'allumer une cigarette. Il a quitté le balcon lorsque Pudding a changé les souvenirs de Reiju.
Il est ensuite allé à l'infirmerie et après avoir attaché la garde, il a parlé à Reiju quand elle a repris conscience. Il lui raconta ce qui s'était passé entre elle et Pudding et elle le crû. Elle lui dit qu'il fallait agir comme s'il ne savait rien pour permettre l'assassinat de sa famille (qu'elle définit comme des «meurtriers») pour le bien du monde. Elle lui a ensuite révélé les circonstances de sa naissance, expliquant que leur mère avait donné sa vie pour s'assurer que la capacité de Sanji à ressentir les émotions ne serait pas changée par Judge. Reiju a informé son frère qu'elle avait changé ses poignets explosifs avec des faux et l'a poussé à quitter l'île Tougato avec l’équipage de Chapeau de paille. Cependant, il a refusé de quitter l'île en raison de son inquiétude pour les chefs du Baratie et pour son équipage. Il quitta ensuite l'infirmerie et il s'assit seul quelque part dans le château, réfléchissant sur tout ce qui s'était passé avant de décider qu'il ne pouvait pas revenir en arrière.
Alors qu'il regardait la boîte de bento qu'il avait fait pour Pudding, il se rappela les aliments préférés de ses compagnons et il essaya de les oublier. Sanji a de nouveau décidé de participer au mariage avant que Bobine ne se heurte à lui. Lorsque ce dernier a essayé de manger la viande de la boîte de bento, Sanji lui a donné un coup de pied violent avant de l'envoyer dans le mur. Il a rapidement pris la boîte de bento avant de s'enfuir. Après avoir quitté le château, il a traversé la ville et il a repoussé un chien qui voulait le repas. Il arriva finalement à l'endroit où Luffy promettait de l'attendre grâce au grognement de son ventre. Ce dernier se réveilla quand il sentit la boîte de bento que portait Sanji. Il lui donna la boîte et Luffy mangea joyeusement la nourriture. Quand il a de nouveau demandé à Sanji de partir avec lui, il a expliqué les raisons pour lesquelles il ne pouvait pas. Après ça, Luffy a frappé violemment Sanji et lui a demandé de dire la vérité. Il a fondu en larmes, disant qu'il voulait retourner sur le Thousand Sunny mais il ne voulait pas laisser sa famille mourir. Luffy a alors soutenu Sanji, disant qu'ils ruineraient le mariage ensemble.
Après ça, Sanji a été surpris d'apprendre que Jinbe était sur l'île et il a été soulagé de savoir que Nami était en sécurité. Cependant, il a exprimé le regret de toute la douleur qu'il lui a causé. Ils sont ensuite contactés par le reste du groupe à travers un éclat de miroir. Nami a indiqué qu'elle ne pardonnerait pas à Sanji de l'avoir inquiétée, mais elle était prêt à oublier cette histoire pour aider Sanji et le ramener. Il a alors écouté Jinbe a expliqué plusieurs choses sur Bege, tel que son histoire et son complot contre Big Mom. Il a alors été choqué quand Luffy a accepté la proposition de Jinbe qui est de former une alliance avec Bege.
Après avoir été informés par Jinbe de l'emplacement de la cachette de Bege, Sanji et Luffy y sont allés et ils ont été accueillis par Vito. Après avoir pris un bain, ils rencontrèrent Bege et ce dernier a décrit Sanji comme la seule personne qu'il ne peut tuer, étant le marié. Après avoir fomenté un plan, Sanji retourne au château de Whole Cake. Plus tard, il s'assit à côté de Pudding dans la salle d'attente et malgré sa conscience sur la vérité, il lutta pour ne pas tomber dans le piège de sa fiancée. Ils ont ensuite été emmenés sur le lieu du mariage par Zeus puis déposés sur l'autel.
Pendant l'échange des vœux, Sanji a soulevé le voile de Pudding afin de l'embrasser. Elle lui a montré son troisième œil, mais il a déclaré que ce dernier était beau. Elle s’effondra en larmes et alors que Sanji tentait de la réconforter, le prêtre se prépara à l'assassiner sur ordre de Big Mom. Sachant qu'il allait éviter le coup de feu, Dent-de-chien a tenté de tuer Sanji lui-même en lançant un bonbon à la gelée sur lui, mais il a esquivé et le prêtre a été tué à sa place.
Après que des copies de Luffy soient sorties du gâteau de mariage, Sanji a attrapé Pudding et il a sauté de l'autel. Après leur atterrissage, Pudding a tenté de le tuer, mais il a évité tous ses coups. Son frère Daifuku est alors intervenu, invoquant un génie et donnant une claque à Pudding pour avoir échoué dans sa tâche. Alors qu'il affrontait le génie, Sanji a été préoccupé par la situation de sa famille. Il courut vers sa famille mais il fut rapidement bloqué par le génie de Daifuku. Cependant, lorsque Big Mom a commencé à crier, la famille Charlotte s'est retrouvée immobilisée et Sanji a libéré sa famille en cassant le bonbon durci de Slurp.
Seulement, Bege a échoué dans sa tentative d'assassinat sur Big Mom et ce dernier s'est transformé en Big Father afin de tenir un siège. Sanji a fait signe à son père de pénétrer à l'intérieur, puis ses frères et sœurs ont libéré Carrot, Chopper et Nami. Après avoir attrapé cette dernière, il entra dans la forteresse. Alors que Bege était attaqué par Big Mom, Judge demanda à Sanji pourquoi il l'a sauvé. Il a répondu que c'était pour honorer son vrai père, Zeff, et il a dit à Judge de plus s'approcher ni de lui, ni d'East Blue. Après que ce dernier ait accepté, la famille Vinsmoke est sortie de la forteresse afin de couvrir Bege et César. Cependant, quand Reiju allait être tuée par Big Mom, Sanji et Luffy ont sauté et ils ont bloqué le coup de poing de l'impératrice.
Sanji a traîné Luffy par le col quand Big Mom s'est moquée de ce dernier, l'incitant à l'affronter brièvement avec le Gear Fourth. Sanji a ensuite porté à nouveau Luffy lorsqu'il se fatigua. Avant qu'ils puissent s'échapper, Sanji, Luffy et la famille Vinsmoke ont été vaincus par la famille Charlotte. Alors que Big Mom allait les exécuter, le coffre Tamate a explosé en bas du château de Whole Cake, provoquant son effondrement.